# تپه شیخل تاریک
تپه شیخل تاریک مربوط به هزاره اول است و در شهرستان سقز، بخش زیویه، روستای شیخله واقع شده و این اثر در تاریخ ۲۵ اسفند ۱۳۸۰ با شمارهٔ ثبت ۵۰۹۴ به‌عنوان یکی از آثار ملی ایران به ثبت رسیده است.